# William George Stevens
Sir William George Stevens, novozelandski general in diplomat, * 1893, † 1975.